# Béla Fleck
Béla Fleck (ur. 10 lipca 1958 w Nowym Jorku) – amerykański wirtuoz gry na banjo. Jest najbardziej znany ze swoich występów z grupą Béla Fleck and the Flecktones, które opisał jako „mieszankę akustycznej i elektronicznej muzyki z folkowymi i bluegrassowymi korzeniami oraz funkiem i jazzem.

Występował m.in. w Warszawie na Warsaw Summer Jazz Days.

## Dyskografia

### Solo
- Crossing the Tracks (Rounder Records, 1979)
- Natural Bridge (Rounder Records, 1982)
- Double Time (Rounder Records, 1984)
- Inroads (Rounder Records, 1986)
- Daybreak (Compilation, Rounder Records, 1987)
- Drive (Rounder Records, 1988)
- Places (Compilation, Rounder Records, 1988)
- Tales From The Acoustic Planet (Warner Bros., 1995)
- Tales from the Acoustic Planet Vol 2, the Bluegrass Sessions (Warner Bros., 1999)
- Perpetual Motion (Sony Classical, 2001)
- Drive (Mobile Fidelity, 2004)

### ZFlecktones
- Béla Fleck And The Flecktones (Warner Bros., 1990)
- Flight of the Cosmic Hippo (Warner Bros., 1991)
- UFO Tofu (Warner Bros., 1992)
- Three Flew Over the Cuckoo's Nest (Warner Bros., 1993)
- Live Art (Warner Bros., 1996)
- Left of Cool (Warner Bros., 1998)
- Greatest Hits of the 20th Century (kompilacja, Warner Bros., 1999)
- Outbound (Columbia Records, 2000)
- Live at the Quick (Columbia Records, 2002)
- Little Worlds (Columbia Records, 2003)
- Ten From Little Worlds (wybór z Little Worlds, Columbia Records, 2003)
- The Hidden Land (2006)

### ZJie-Bing CheniVishwa Mohan Bhatt
- Tabula Rasa (Water Lily Acoustics, 1996)

### ZCurandero
- Aras (Silver Wave, 1996)

### Z Dreadful Snakes
- The Dreadful Snakes (Rounder Records, 1983)
- Snakes Alive! (Rounder Records)

### ZMike MarshalliEdgar Meyer
- Uncommon Ritual (Sony, 1997)

### ZEdgar Meyer
- Music For Two (Sony, 2004)

### ZThe New Grass Revival
- Sam Bush: Late as Usual (Rounder 1984)
- On the Boulevard (Sugar Hill 1984)
- New Grass Revival (EMI 1986)
- Hold to a Dream (Capitol 1987)
- Live, nagrane w 1983 (Sugar Hill 1989)
- Friday Night in America (Capitol 1989)
- Anthology (Capitol 1989)
- Deviation (Rounder Records, 1984)
- Best of New Grass Revival (Liberty 1994)
- Grass Roots: The Best of the New Grass Revival (Capitol 2005)

### ZStrength In Numbers
- Telluride Sessions (MCA Nashville Records, 1989)

### ZTasty Licks
- Tasty Licks (Rounder Records, 1978)
- Anchored to the Shore (Rounder Records, 1979)

### ZTony Trischka
- Solo Banjo Works (Rounder Records, 1992)

### ZTony TrischkaiBill Keith
- Fiddle Tunes For Banjo (Rounder Records, 1981)

### ZDave Matthews Band
- Before These Crowded Streets (RCA, 1998)
- Live Trax Vol. 1: 12.8.98 Centrum Centre, Worcester, MA (2004)
- Live Trax Vol. 7: 12.31.96 Hamptom Coliseum, Hampton, VA (2006)

### Ze Spectrum
- Opening Roll (Rounder Records, 1981)
- Too Hot For Words (Rounder Records, 1982)
- Live in Japan (Rounder Records, 1983)

## Nagrody Grammy
- 1995
  - Najlepsze wykonanie instrumentalne country, „Hightower” (singel) dla Asleep at the Wheel z Bélą Fleckiem i Johnnym Gimble
- 1996
  - Najlepsze wykonanie instrumentalne pop, „The Sinister Minister” (ścieżka) dla Béla Fleck and the Flecktones
- 1998
  - Najlepsza kompozycja instrumentalna, „Almost 12” (ścieżka) dla Béla Fleck, Future Man, and Victor Lemonte Wooten
- 2000
  - Najlepsze wykonanie instrumentalne country, 'Leaving Cottondale' (ścieżka) dla Alison Brown i Béli Fleck
  - Najlepszy album współczesnego jazzu, Outbound dla Béla Fleck and the Flecktones
- 2001
  - Najlepsza aranżacja instrumentalna, 'Claude Debussy „Doctor Gradus Ad Parnassum” z Children's Corner' Béla Fleck i Edgar Meyer (Béla Fleck z Joshuą Bellem i Garym Hoffmanem).
  - Best Classical Crossover Album, Perpetual Motion, z Bélą Fleckiem, Edgarem Meyerem, i innymi
- 2007
  - Najlepszy album współczesnego jazzu, „The Hidden Land” dla Béla Fleck and the Flecktones

## Nominacje Grammy
- 1986
  - Najlepszy utwór instrumentalny country, „Seven by Seven”, by New Grass Revival
- 1987
  - Najlepszy utwór instrumentalny country, „Metric Lips”, by New Grass Revival
- 1988
  - Najlepszy album bluegrass, „Drive”, by Béla Fleck
- 1989
  - Najlepszy utwór instrumentalny country, „Bigfoot”, by New Grass Revival
- 1990
  - Najlepszy album jazzowy, „Béla Fleck & the Flecktones”, by Béla Fleck and the Flecktones
- 1991
  - Najlepszy album jazzowy, „Flight of the Cosmic Hippo”, by Béla Fleck and the Flecktones
  - Najlepszy utwór instrumentalny lub kompozycja jazz, „Blu-bop”, by Béla Fleck and the Flecktones
- 1992
  - Najlepszy utwór instrumentalny lub kompozycja jazz, „Magic Fingers”, Béla Fleck and the Flecktones
- 1994
  - Najlepsza recytacja dla dzieci, „The Creation”, by Amy Grant with Béla Fleck
- 1995
  - Najlepszy utwór instrumentalny country, „Cheeseballs in Cowtown”, by Béla Fleck
- 1996
  - Najlepszy na świecie album muzyczny, „Tabula Rasa”, by Béla Fleck et al
- 1998
  - Najlepszy utwór instrumentalny pop, „Big Country”, by Béla Fleck and the Flecktones
  - Najlepszy utwór instrumentalny country, „The Ride”, by Jerry Douglas with Béla Fleck
- 1999 
  - Najlepszy album bluegrass, „Tales from the Acoustic Planet: Volume 2: the Bluegrass Sessions”, by Béla Fleck
- 2000 
  - Najlepszy utwór instrumentalny pop, „Zona Mona”, by Béla Fleck and the Flecktones
- 2002
  - Najlepszy występ instrumentalny country, „Bear Mountain Hop”, from The Country Bears Soundtrack (with Béla Fleck)
- 2007
  - Najlepszy utwór instrumentalny pop, „Subterfuge”, by Béla Fleck and the Flecktones